# Sigurd Savonius
John Sigurd Savonius, född 2 november 1884 i Tavastehus, död 1931, var en finländsk konstruktör.
En typ av vindkraftverk, där de vindfångande elementen är fästa på en vertikal axel, har efter honom fått namnet Savonius-rotor.